# Shorland
Шорт Шорлэнд (англ. Short Shorland) - семейство бронеавтомобилей, созданных британской фирмой Short Brothers на базе внедорожников Land Rover.
На настоящий момент производство машины ведется в Северной Ирландии, однако продажа и маркетинг осуществляются австралийской компанией Tenix Defence Systems, обладающей правами на все машины компании Shorland.

## История создания
Первые Shorland были разработаны специально для Королевской полиции Ольстера (Северной Ирландии) на базе Land Rover Series II в шестидесятых годах XX века для патрулирования границы с целью предотвращения организованной контрабанды.
В начале семидесятых компания Short Brothers создала патрульную машину на базе Land Rover Series III БТР. Позже на той же базе началась разработка БТР, прототип создан в 1973 году и назван SB 301.
В 1980 году последовало серийное производство БТР 5В 401, имевшего улучшенное бронирование и более мощный двигатель, а затем появился БТР S8 501, созданный на шасси Land Rover One Ten (Defender 110) с более широкой колесной базой и улучшенной витой пружинной подвеской. В зависимости от года производства между машинами существуют небольшие внешние различия, особенно в передней части корпуса: например, на ранних машинах решетка радиатора немного позади передних грязевых щитков, тогда как на SB 501 она немного впереди радиатора.

## Конструкция
Компоновка всех модификаций практически одинакова: двигатель и МТО — в передней части машины, прикрыты бронёй, за ним механик-водитель (в наличии модели с правым и левым расположением руля). В модификациях БТР далее отделение десанта, в котором по 3 пехотинца сидят по каждому борту лицом к лицу. По каждому борту расположено по одной дверце, открывающейся вперед, с открывающимся наружу щитком для ведения наблюдения в верхней части дверцы. Имеется большой выбор вспомогательного оборудования, включая большой топливный бак, ГПД, лампы проблескового маяка, кондиционер воздуха и 7,62-мм пулемет, устанавливаемый на крыше.

## Варианты
- SB.401 — Базовый вариант, корпус с срезанной кормовой частью, 6-цилиндровый двигатель мощностью 91 или (позже) 134 л. с., пулемёт в гранёной башне от бронеавтомобиля «Феррет» на крыше.
- SB.301 — Как 401, но без среза корпуса

5-я Серия
На базе Land Rover One Ten (Defender 110). 8-цилиндровый двигатель, усиленная подвеска.

Варианты:
- S.510 (S51) — Базовая версия, как SB.401
- S.520 (S52) — Armoured Patrol Car — Бронированная патрульная машина с корпусом увеличенного объёма;
- S.530 (S53) — Air Defence Vehicle — машина ПВО, вооружение — ПЗРК «Блоупайп» или «Джавелин»;
- S.540 (S54) — Anti-hijack Vehicle — специальная модификация для патрулирования и защиты от захватов аэропортов и других важных объектов;
- S.550 (S55) — Armoured Personnel Carrier (APC) — Бронетранспортёр.

## Операторы
- Аргентина — некоторое количество S52 в жандармерии, по состоянию на 2014 год[1]
- Бахрейн — 8 единиц S52 в сухопутных войсках, по состоянию на 2014 год[2]
- Бурунди — 7 единиц S52 в сухопутных войсках, по состоянию на 2014 год[3]
- Гвинея — 3 единицы S52 в сухопутных войсках, по состоянию на 2014 год[4]
- Кения — 8 единиц S52 по состоянию на 2021 год[5]
- Лесото — 8 единицы S52 в сухопутных войсках, по состоянию на 2014 год[6]
- Маврикий — 4 единицы S52 в специальных мобильных силах по состоянию на 2014 год[7]
- Малави — 8 единицы S52 в полиции, по состоянию на 2014 год[8]
- Малайзия — около 100 единиц S52 в полиции, по состоянию на 2014 год[9]